# 삼성 NX200
삼성 NX200은 삼성디지털이미징이 2011년 10월 발매한 렌즈 교환식 미러리스 카메라이다. 위상차 검출식 AF가 아닌 촬상면 컨트라스트 AF 시스템을 적용했음에도 불구하고 빠르고 정확한 자동 초점이 가능하며, 뛰어난 화질의 AMOLED 화면, 1280 X 720의 고화질의 동영상 촬영도 가능한 것이 특징이다.

## 삼성 NX210
삼성 NX210은 2012년 5월에 발매한 NX200의 후계기이다. 전체적인 촬영 관련 성능에는 큰 변화가 없으나, WiFi를 이용한 무선전송 기능의 추가 및 1920 X 810p 24fps의 동영상 지원이 가장 큰 차이점이며, 연사속도의 개선 및 외장 릴리즈, 외장 마이크의 지원등의 성능 강화가 이루어졌다.

## 같이 보기
- 렌즈 교환식 미러리스 카메라